# 1967년 일본 시리즈
1967년 일본 시리즈(일본어: 1967年の日本シリーズ)는 1967년 10월 21일부터 10월 28일까지 열린 일본 프로 야구의 일본 시리즈 경기이다. 센트럴 리그 우승 팀인 요미우리 자이언츠가 총 6차례의 접전을 펼친 끝에 퍼시픽 리그 우승 팀 한큐 브레이브스를 누르고 4승 2패의 성적을 기록, 3년 연속 9번째 우승을 차지했다.

## 감독
| 소속 리그   | 소속              | 감독              |
| ----------- | ----------------- | ----------------- |
| 센트럴 리그 | 요미우리 자이언츠 | 가와카미 데쓰하루 |
| 퍼시픽 리그 | 한큐 브레이브스   | 니시모토 유키오   |

## 경기 일정
- 1차전 : 10월 21일
- 2차전 : 10월 22일
- 3차전 : 10월 24일
- 4차전 : 10월 25일
- 5차전 : 10월 26일
- 6차전 : 10월 28일

## 경기 기록
| 일시                                    | 경기   | 원정팀(선공)      | 스코어 | 홈팀(후공)        | 개최 구장            | 개시 시각 | 경기 시간  | 관중수   |
| --------------------------------------- | ------ | ----------------- | ------ | ----------------- | -------------------- | --------- | ---------- | -------- |
| 10월 21일(토)                           | 1차전  | 요미우리 자이언츠 | 7 - 3  | 한큐 브레이브스   | 한큐 니시노미야 구장 | 13시 00분 | 2시간 51분 | 35,455명 |
| 10월 22일(일)                           | 2차전  | 요미우리 자이언츠 | 1 - 0  | 한큐 브레이브스   | 한큐 니시노미야 구장 | 13시 00분 | 3시간 10분 | 37,591명 |
| 10월 23일(월)                           | 이동일 | 이동일            | 이동일 | 이동일            | 이동일               | 이동일    | 이동일     | 이동일   |
| 10월 24일(화)                           | 3차전  | 한큐 브레이브스   | 1 - 6  | 요미우리 자이언츠 | 고라쿠엔 구장        | 13시 00분 | 2시간 34분 | 26,739명 |
| 10월 25일(수)                           | 4차전  | 한큐 브레이브스   | 9 - 5  | 요미우리 자이언츠 | 고라쿠엔 구장        | 13시 00분 | 2시간 43분 | 29,447명 |
| 10월 26일(목)                           | 5차전  | 한큐 브레이브스   | 6 - 3  | 요미우리 자이언츠 | 고라쿠엔 구장        | 13시 00분 | 3시간 14분 | 29,654명 |
| 10월 27일(금)                           | 이동일 | 이동일            | 이동일 | 이동일            | 이동일               | 이동일    | 이동일     | 이동일   |
| 10월 28일(토)                           | 6차전  | 요미우리 자이언츠 | 9 - 3  | 한큐 브레이브스   | 한큐 니시노미야 구장 | 13시 00분 | 3시간 25분 | 18,601명 |
| 우승: 요미우리 자이언츠(3년 연속 9번째) |        |                   |        |                   |                      |           |            |          |

## 일본 시리즈 경기 결과

### 1차전
- 10월 21일 - 한큐 니시노미야 구장

| 팀                                                                                              | 1 | 2 | 3 | 4 | 5 | 6 | 7 | 8 | 9 | R | H  | E |
| 요미우리                                                                                        | 0 | 0 | 2 | 0 | 0 | 2 | 0 | 3 | 0 | 7 | 10 | 0 |
| 한큐                                                                                            | 0 | 0 | 0 | 0 | 1 | 0 | 1 | 0 | 1 | 3 | 6  | 2 |
| 승리 투수: 가네다 마사이치(1-0) 패전 투수: 요네다 데쓰야(0-1) 홈런: 한큐 – 다릴 스펜서(9회 1점) |   |   |   |   |   |   |   |   |   |   |    |   |

### 2차전
- 10월 22일 - 한큐 니시노미야 구장

| 팀                                                              | 1 | 2 | 3 | 4 | 5 | 6 | 7 | 8 | 9 | R | H | E |
| 요미우리                                                        | 0 | 1 | 0 | 0 | 0 | 0 | 0 | 0 | 0 | 1 | 4 | 2 |
| 한큐                                                            | 0 | 0 | 0 | 0 | 0 | 0 | 0 | 0 | 0 | 0 | 6 | 0 |
| 승리 투수: 호리우치 쓰네오(1-0) 패전 투수: 아다치 미쓰히로(0-1) |   |   |   |   |   |   |   |   |   |   |   |   |

### 3차전
- 10월 24일 - 고라쿠엔 구장

| 팀 | 1 | 2 | 3 | 4 | 5 | 6 | 7 | 8 | 9 | R | H | E |
| 한큐 | 0 | 0 | 0 | 0 | 0 | 0 | 1 | 0 | 0 | 1 | 6 | 0 |
| 요미우리 | 2 | 0 | 0 | 1 | 2 | 1 | 0 | 0 | X | 6 | 6 | 0 |
| 승리 투수: 조노우치 구니오(1-0) 패전 투수: 가지모토 다카오(0-1) 홈런: 요미우리 – 모리 마사히코(4회 1점), 오 사다하루(5회 2점) |   |   |   |   |   |   |   |   |   |   |   |   |

### 4차전
- 10월 25일 - 고라쿠엔 구장

| 팀 | 1 | 2 | 3 | 4 | 5 | 6 | 7 | 8 | 9 | R | H  | E |
| 한큐 | 0 | 5 | 0 | 0 | 2 | 0 | 0 | 2 | 0 | 9 | 15 | 0 |
| 요미우리 | 1 | 0 | 0 | 1 | 0 | 0 | 1 | 2 | 0 | 5 | 10 | 1 |
| 승리 투수: 아다치 미쓰히로(1-1) 패전 투수: 가네다 마사이치(1-1) 홈런: 한큐 – 사카모토 도시조(2회 3점), 모리모토 기요시(5회 2점) 요미우리 – 시바타 이사오(7회 1점) |   |   |   |   |   |   |   |   |   |   |    |   |

### 5차전
- 10월 26일 - 고라쿠엔 구장

| 팀 | 1 | 2 | 3 | 4 | 5 | 6 | 7 | 8 | 9 | R | H | E |
| 한큐 | 0 | 0 | 0 | 0 | 0 | 1 | 0 | 2 | 3 | 6 | 9 | 1 |
| 요미우리 | 0 | 2 | 0 | 0 | 1 | 0 | 0 | 0 | 0 | 3 | 7 | 0 |
| 승리 투수: 아다치 미쓰히로(2-1) 패전 투수: 호리우치 쓰네오(1-1) 홈런: 한큐 – 다릴 스펜서(8회 2점) 요미우리 – 구니마쓰 아키라(2회 2점, 5회 1점) |   |   |   |   |   |   |   |   |   |   |   |   |

### 6차전
- 10월 28일 - 한큐 니시노미야 구장

| 팀 | 1 | 2 | 3 | 4 | 5 | 6 | 7 | 8 | 9 | R | H  | E |
| 요미우리 | 0 | 1 | 2 | 5 | 0 | 0 | 1 | 0 | 0 | 9 | 15 | 0 |
| 한큐 | 0 | 0 | 0 | 0 | 1 | 2 | 0 | 0 | 0 | 3 | 9  | 0 |
| 승리 투수: 조노우치 구니오(2-0) 패전 투수: 가지모토 다카오(0-2) 홈런: 요미우리 – 다카쿠라 데루유키(3회 2점), 오 사다하루(4회 3점), 나가시마 시게오(7회 1점) 한큐 – 오카무라 고지(5회 1점), 다릴 스펜서(6회 2점) |   |   |   |   |   |   |   |   |   |   |    |   |

## 수상 선수
- MVP : 모리 마사히코(요미우리)
- 감투상 : 아다치 미쓰히로(한큐)
- 타격상 : 모리모토 기요시(한큐)
- 최우수 투수상 : 조노우치 구니오(요미우리)
- 기능상 : 다카쿠라 데루유키(요미우리)
- 우수 선수상 : 다릴 스펜서(한큐)

## 같이 보기
- 1967년 월드 시리즈